# Paratheocris haltica
Paratheocris haltica är en skalbaggsart som först beskrevs av Jordan 1903.  Paratheocris haltica ingår i släktet Paratheocris och familjen långhorningar.
Artens utbredningsområde är Gabon. Inga underarter finns listade i Catalogue of Life.